# Nicolae Titulescu
Nicolae Titulescu (Craiova, 4 de marzo de 1882-Cannes, 17 de marzo de 1941) fue un conocido diplomático rumano, nombrado varias veces ministro en Rumanía, y, en 1930 y 1931, elegido presidente de la Sociedad de Naciones.

## Comienzos
Nacido en Craiova como hijo de un abogado, Nicolae Titulescu pasó su infancia en la hacienda de su padre, en Tituleşti, Olt. Después de terminar sus estudios en el instituto "Carol I" de Craiova, en el año 1900, recibiendo un premio de honor, Titulescu estudió en París y obtuvo su título de doctor con la tesis Essai sur une théorie des droits éventuels.
En 1905 regresó a Rumanía como profesor de derecho en la Universidad de Iaşi, y en 1907 se trasladó a Bucarest. Después de las elecciones de 1912, llega a ser diputado por parte del Partido Conservador-Demócrata y cinco años más tarde es nombrado ministro de Finanzas en el Gobierno de Ion I. C. Brătianu.
En el verano de 1918, junto con otras personalidades rumanas (Take Ionescu, Octavian Goga, Traian Vuia, Constantin Mille), establece en París el Comité Nacional Rumano, con el propósito de dar a conocer a la opinión pública internacional el derecho del pueblo rumano a la unidad nacional, comité que fue reconocido por los gobiernos de los poderes aliados como órgano plenipotenciario de la nación rumana.

## Ministro de Asuntos Exteriores y representante en la Sociedad de Naciones

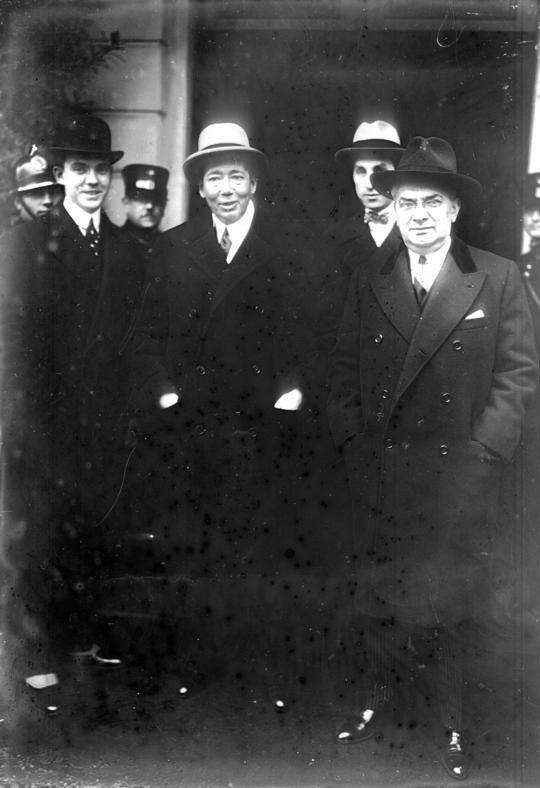
Titulescu (con las manos en los bolsillos), en la conferencia de Lugano, diciembre de 1928.

Entre los años 1927 y 1936, Titulescu fue ministro de Asuntos Exteriores en repetidas ocasiones (1927-1928 y 1932-1936), principalmente en gabinetes del PNL. Simbolizó la adhesión del país a las políticas filofrancesas, la defensa de la seguridad colectiva y el desarrollo de la Sociedad de Naciones.
Desde 1921, Titulescu fue delegado permanente de Rumanía en la Sociedad de Naciones de Ginebra, siendo elegido dos veces (en 1930 y 1931) presidente de esta organización. Como presidente, Titulescu defendió el mantenimiento de las fronteras establecidas por los tratados de paz de 1919, abogó por las buenas relaciones entre las grandes potencias y los países pequeños, y por el respeto de la soberanía y la igualdad de todos los estados en las relaciones internacionales,  la seguridad colectiva y la prevención de las agresiones. Sus contemporáneos rumanos le reprocharon el acercamiento al ministro de Asuntos Exteriores soviético, Maxim Litvinov, y su confianza en los líderes bolcheviques. La simpatía mostrada para las acciones de la izquierda europea, especialmente en la guerra civil de España, fue también mal vista por la clase política rumana de su tiempo.

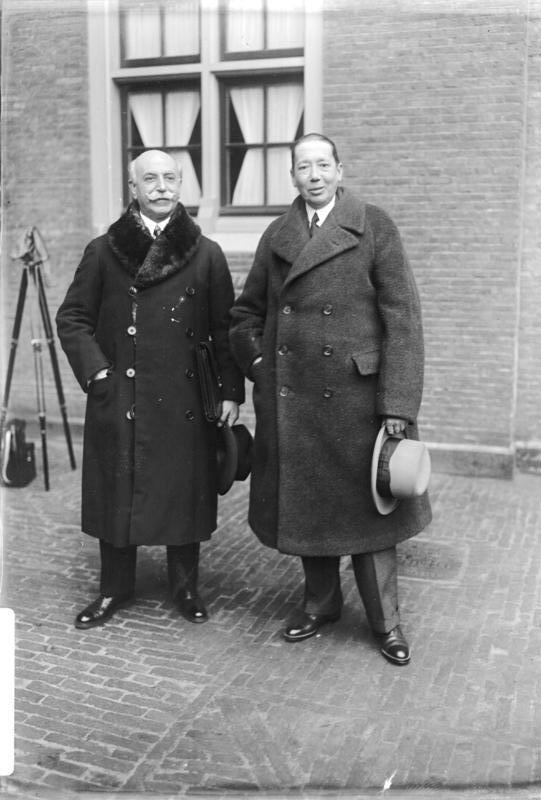
Titulescu (derecha), con el ministro de Asuntos Exteriores rumano Gheorghe Mironescu, en enero de 1930.

Titulescu dedicó su actividad política a resolver los problemas principales, fundamentales, de la política exterior de Rumanía. Después de la instauración del nazismo en Alemania, dándose cuenta del peligro que este representaba para Rumanía y para Europa, Titulescu trabajó intensamente para fortalecer la colaboración internacional, en el interés de la paz y la seguridad europea. Con este fin, Titulescu firmó en Londres, en 1933, como representante del Gobierno de Rumanía, la convención para definir al agresor y se esforzó para lograr en 1933 el reforzamiento de la Pequeña Entente y en 1934 la creación de la Entente de los Balcanes, pactos regionales para prevenir las agresiones.
Ante el crecimiento del poderío alemán, Titulescu trató de utilizar a la Unión Soviética como contrapeso, favoreciendo su ingreso en la Sociedad de Naciones y tratando de evitar una posible alianza entre las dos grandes potencias, como en tiempos del canciller Bismarck. No logró, sin embargo, el reconocimiento soviético de la anexión rumana de Besarabia, principal punto de conflicto entre los dos países, a pesar del reconocimiento diplomático rumano del gobierno soviético en 1934.
Desde mediados de 1935 hasta su relevo al año siguiente Titulescu trató de lograr la alianza de Francia y la Pequeña Entente con la URSS, aun cuando estos siguieron negándose a reconocer la anexión de Besarabia. En julio de 1936 Titulescu y el ministro de Asuntos Exteriores soviético Litvínov, alcanzaron un acuerdo preliminar, que la caída de Titulescu a manos del rey desbarató.
El mismo año, con motivo de la invasión italiana de Etiopía, Titulescu había defendido con vehemencia la imposición de sanciones a Italia, importante socio comercial de Rumanía, en contra de la opinión del rey y de gran parte de la clase política, y con gran perjuicio de la economía rumana. El fracaso de las sanciones, junto con la inoperancia de la Sociedad en casos anteriores como la crisis de Manchuria de 1932, habían menguado el prestigio de la política de Titulescu, siempre extremado defensor de la misma.

## Despedido y exiliado
En 1936, el controvertido rey rumano Carol II decidió destituir a Titulescu de todos sus cargos y obligarlo a abandonar el país. Establecido inicialmente en Suiza, y más tarde en Francia, Nicolae Titulescu continuó desde su exilio a sostener la idea de preservación de la paz, a través de conferencias y artículos, anticipando el peligro de una nueva guerra. Su relevo al frente de la política exterior rumana, que a partir de entonces quedó en manos del rey, facilitó el acercamiento a Alemania que la antipatía a los soviéticos y el creciniento de su poderío favorecía en el ánimo del monarca. Su caída fue bien recibida entre dos de los aliados de Rumanía, Polonia y Yugoslavia, inquietos por los intentos de acercamiento de Titulescu a los soviéticos, a los que eran intensamente hostiles. La aparente incapacidad francesa para frenar el crecimiento del nuevo régimen alemán, manifiesta en su respuesta a la remilitarización alemana de Renania en marzo de 1936, debilitó también la postura de Titulescu.
Nicolae Titulescu murió en Cannes (o Souvrettes, en Suiza, según Petre Pandrea), después de un largo sufrimiento, el 17 de marzo de 1941. Está enterrado en la iglesia San Nicolás de Braşov.